# Ossey-les-Trois-Maisons
Ossey-les-Trois-Maisons ist eine französische Gemeinde mit 589 Einwohnern (Stand: 1. Januar 2022) im Département Aube in der Region Grand Est. Der Ort gehört zum Arrondissement Nogent-sur-Seine und zum Kanton Saint-Lyé. Zudem ist die Gemeinde Teil des 2003 gegründeten Gemeindeverbands L’Orvin et de l’Ardusson. Die Einwohner werden Osseyons/Osseyonnes genannt. 

## Geografie
Ossey-les-Trois-Maisons liegt rund 29 Kilometer nordwestlich von Troyes im Nordwesten des Départements Aube. Die Gemeinde besteht aus den drei zusammengewachsenen Siedlungen Les Flasses, Les Trois Maisons und Ossey sowie wenigen Einzelgehöften. Der Fluss Ardusson durchquert den Teich Étang de la Mardelle westlich des Dorfs. 
Nachbargemeinden sind Origny-le-Sec im Norden und Nordosten, Orvilliers-Saint-Julien im Osten, Saint-Flavy im Südosten, Marigny-le-Châtel im Südwesten sowie Saint-Martin-de-Bossenay im Westen. 

## Geschichte
Wie der Wetzstein beweist, ist die Gegend bereits seit langer Zeit besiedelt. Verschiedene Römerstraßen führten durch das heutige Gemeindegebiet. Die Ortschaft Ossey gibt es seit mindestens 1147. In jenem Jahr wurde in einer Schenkungsurkunde von Garnier II de Trainel (Herr von Marigny) an die Abtei Le Paraclet eine Ortschaft Occe erwähnt. Bis zur Französischen Revolution lag Ossey-les-Trois-Maisons innerhalb der Provinz Champagne. Die Gemeinde gehörte von 1793 bis 1801 zum Distrikt Nogent-sur-Seine. Seit 1801 ist sie dem Arrondissement Nogent-sur-Seine zugewiesen. Von 1793 bis 1801 war die Gemeinde dem Kanton Marigny zugeteilt. Und von 1801 bis 1973 war sie Teil des Kantons Romilly(-sur-Seine). Von 1973 bis 2015 lag die Gemeinde innerhalb des Kantons Romilly-sur-Seine-1. Von 1793 bis 1801 trug die Gemeinde den Namen Ossey les Trois Maisons.

## Bevölkerungsentwicklung
| Jahr                       | 1962 | 1968 | 1975 | 1982 | 1990 | 1999 | 2006 | 2012 | 2019 |
| Einwohner                  | 495  | 476  | 440  | 371  | 460  | 506  | 558  | 590  | 594  |
| Quellen: Cassini und INSEE |      |      |      |      |      |      |      |      |      |

## Sehenswürdigkeiten
- Kirche Saint-Pierre-aux-Liens mit Chor aus dem 12. Jahrhundert
- Wegkreuz
- Tierpark Parc du Moulin rouge[1]
- Denkmal für die Gefallenen[2]

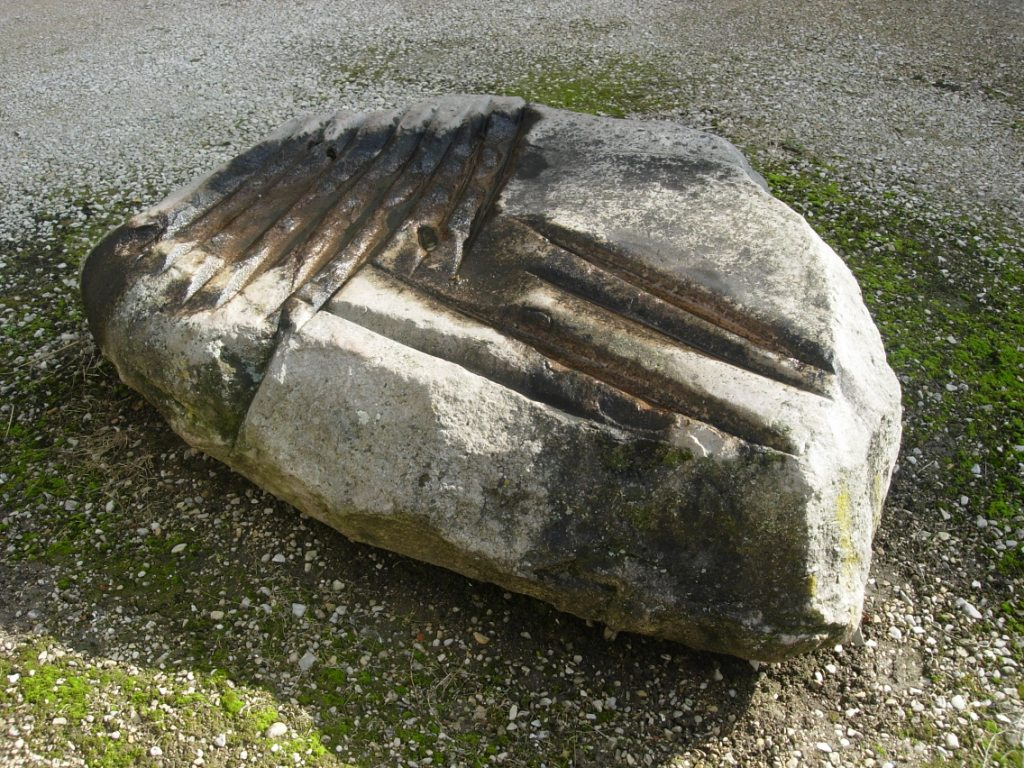
Wetzstein (heute im Museum von Troyes)
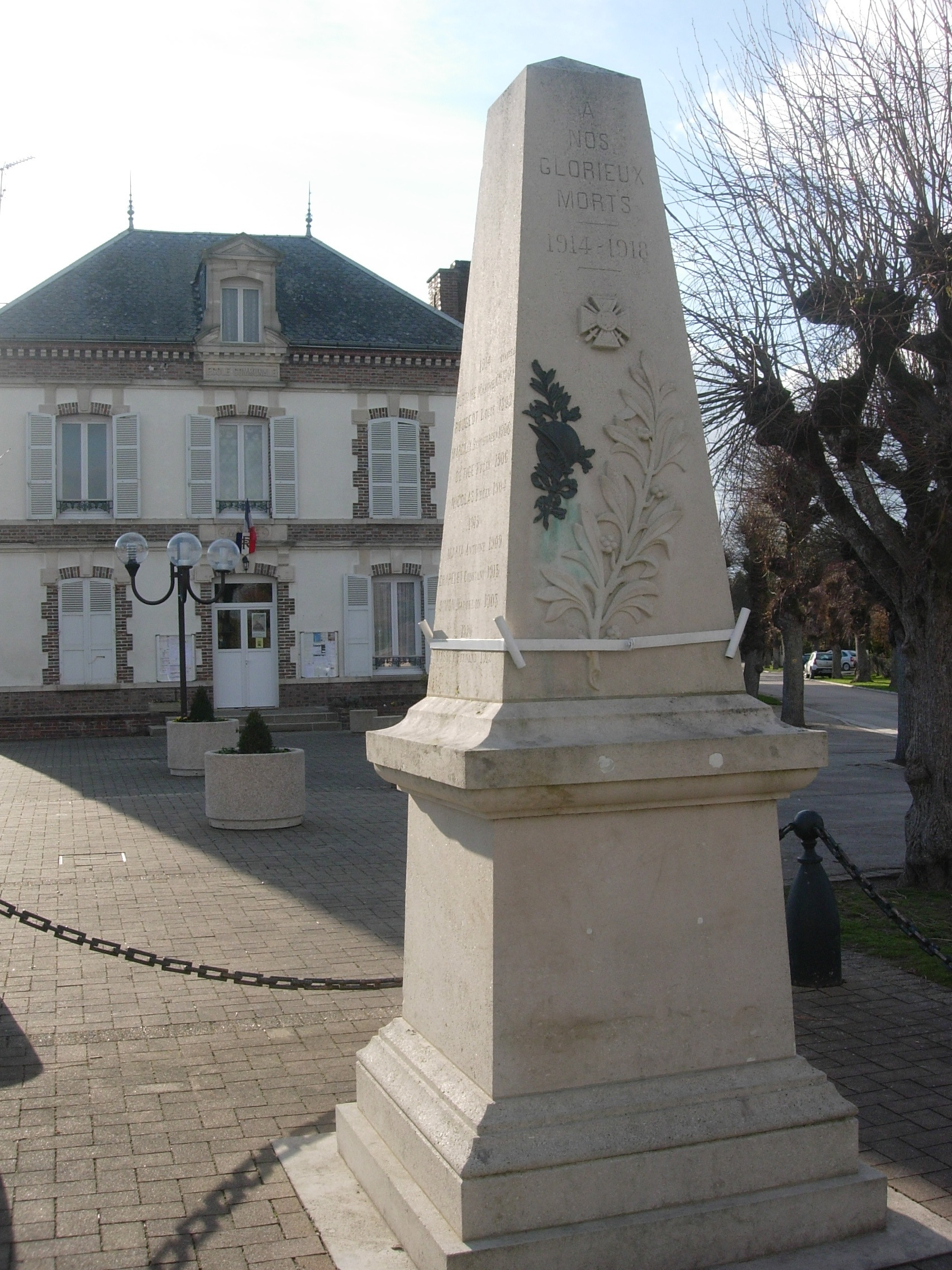
Rathaus (Mairie) und Denkmal für die Gefallenen
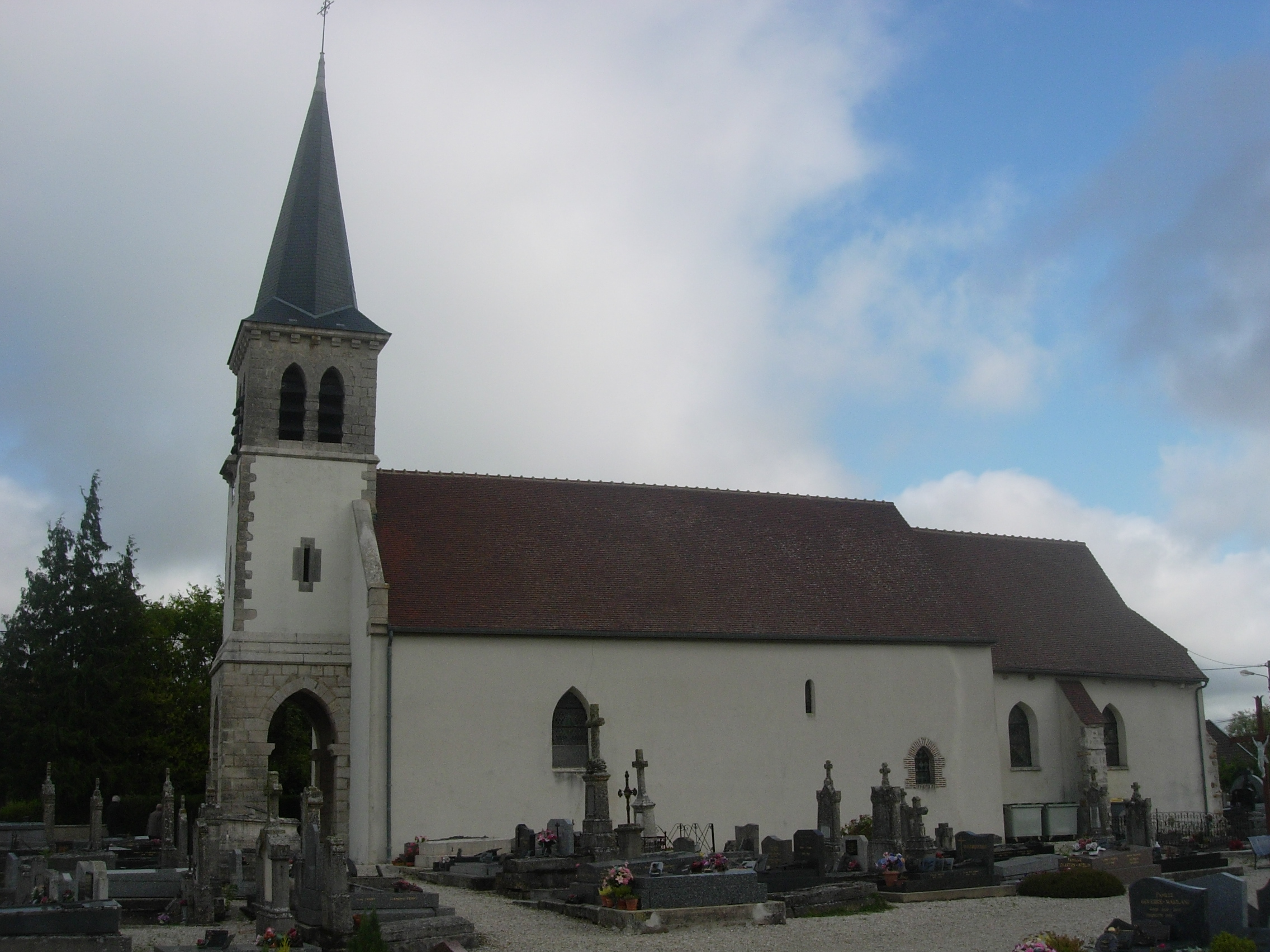
Kirche Saint-Pierre-aux-Liens
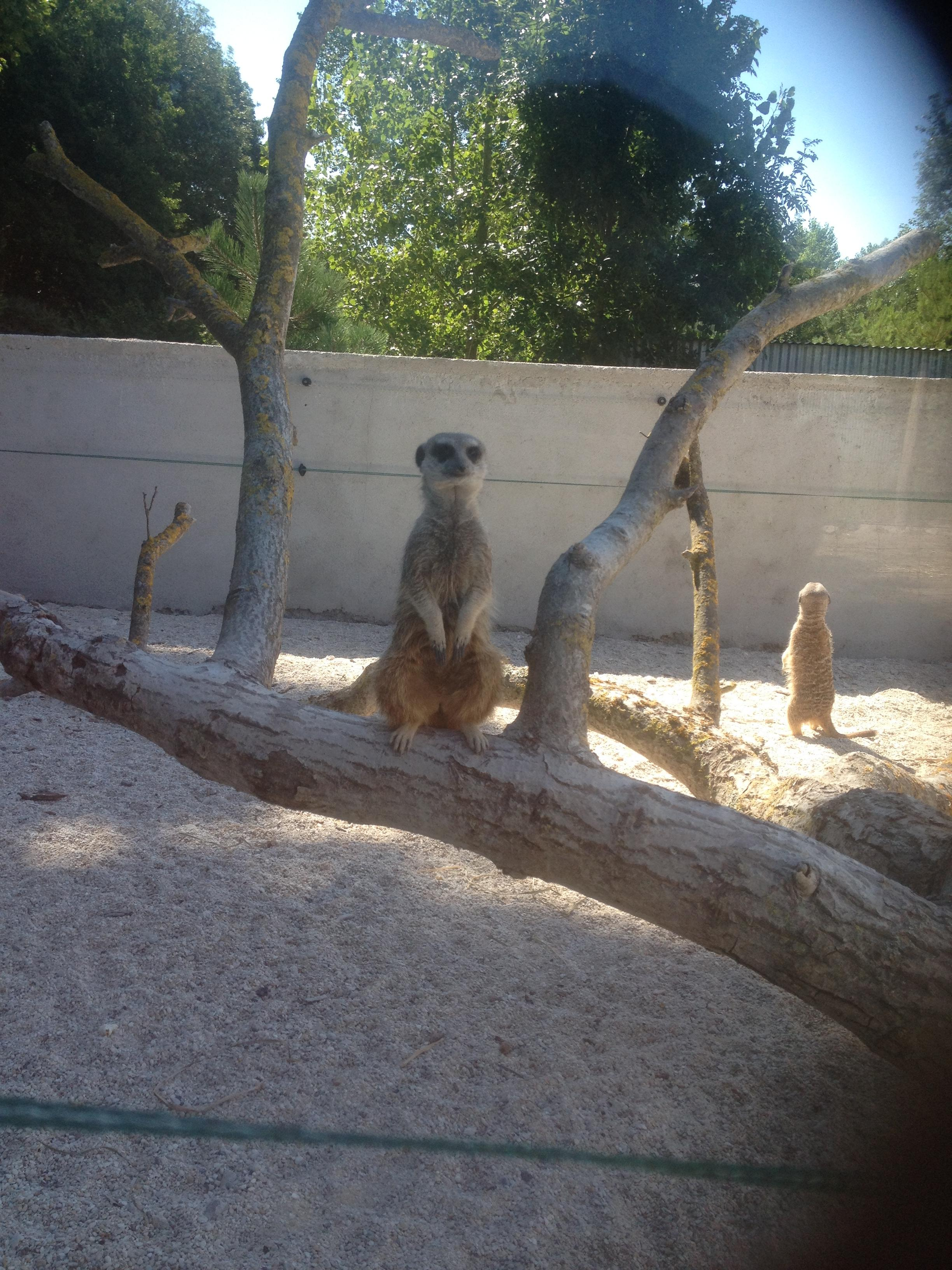
Erdmännchen im Tiergehege im Parc du Moulin rouge
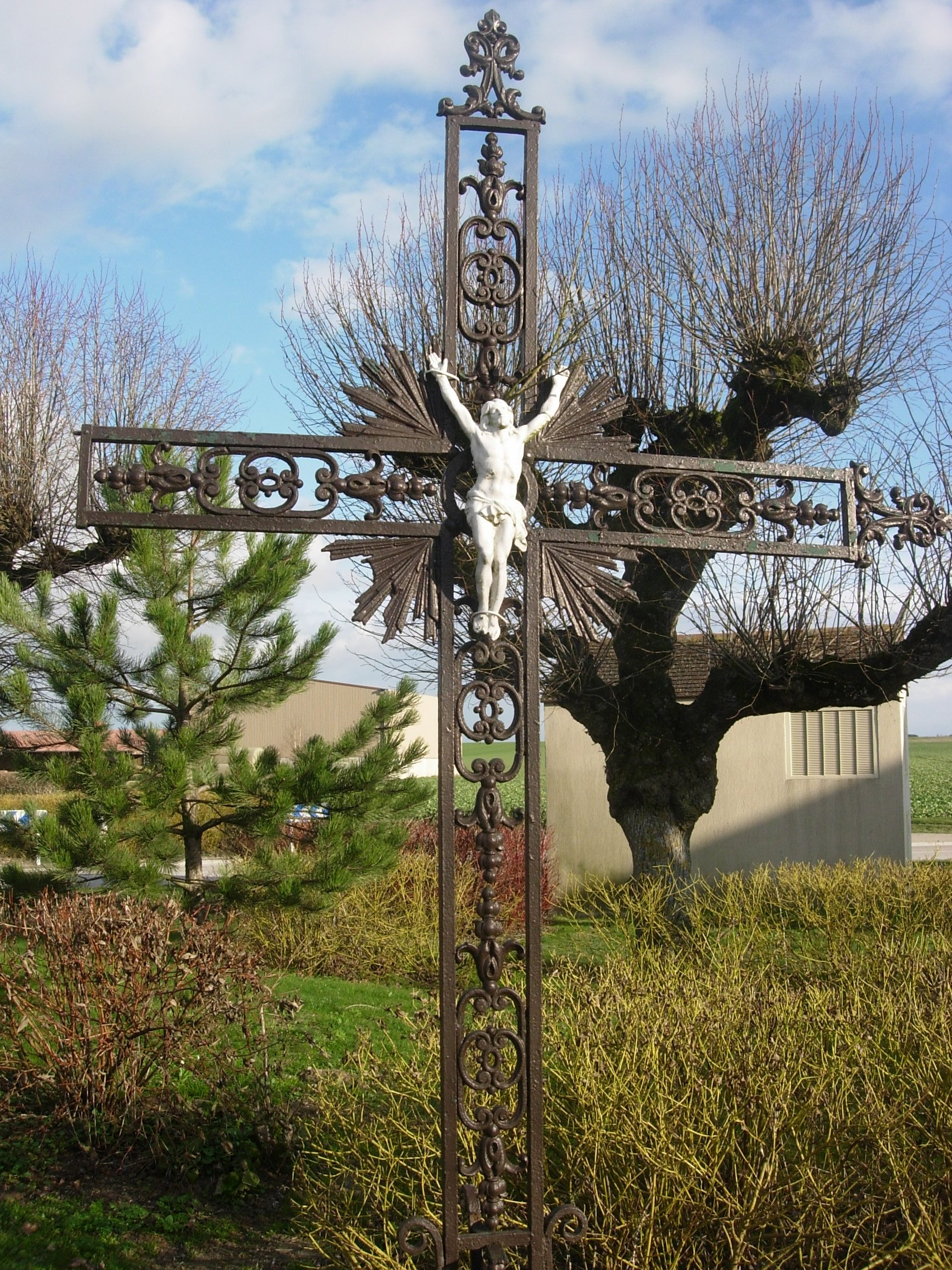
Wegkreuz in Ossey-les-Trois-Maisons